# Momčilo Krajišnik
Momčilo Krajišnik (cyr. Момчило Крајишник, ur. 20 stycznia 1945 w Sarajewie, zm. 15 września 2020 w Banja Luce) – serbski polityk, lider bośniackich Serbów, zbrodniarz wojenny.

## Życiorys
W latach 1990–1992 przewodniczący parlamentu Republiki Serbskiej, od czerwca do grudnia 1992 członek rozszerzonego Prezydium Republiki Serbskiej. Po wojnie bośniackiej był serbskim reprezentantem 3-osobowego Prezydium Republiki Bośni i Hercegowiny w latach 1996–1998. 3 kwietnia 2000 aresztowany i przekazany Międzynarodowemu Trybunałowi Karnemu dla byłej Jugosławii w Hadze, w Holandii. 27 września 2006 został skazany na 27 lat więzienia za zbrodnie wojenne na Boszniakach i Chorwatach podczas wojny w Bośni.

## Życie prywatne
29 sierpnia 2020 Krajišnik został przewieziony do szpitala w Banja Luce po tym, jak potwierdzono, że jego test na COVID-19 był pozytywny podczas pandemii COVID-19 w Bośni i Hercegowinie. Następnego dnia, 30 sierpnia, jego stan się pogorszył i został włączony respirator, aby mógł oddychać. Krajišnik zmarł 15 września 2020 w Banja Luka w wyniku komplikacji wywołanych przez COVID-19.